# Армитедж, Альберт
Альберт Бо́рлейз А́рмитедж (Эрмитедж, англ. Albert Borlase Armitage; 1864—1943) — офицер английского торгового флота, полярный исследователь, участник английской экспедиции Джексона — Хармсворта на Землю Франца-Иосифа (1894—1897) и первой британской антарктической экспедиции под руководством Роберта Скотта (1901—1904).

## Краткая биография
Альберт А́рмитедж родился 2 июля 1864 года в городке Балквхиддер, Пертшир, в семье врача Брэдфорда Армитеджа и его супруги Элис (урождённой Лиз (англ. Alice Lees)). Начальное образование получил в городке Скарборо, где отец занимался врачебной практикой. У Альберта было шесть братьев, трое из которых стали моряками. В возрасте 16 лет получил начальное морское образование, проходя обучение на военно-морском учебном судне HMS Вустер в Гринхите (на этом же судне 20 лет спустя начинал учёбу Генри Бауэрс — будущий покоритель Южного полюса). Своё первое плавание Армитедж совершил на борту грузового судна «Plassey» до Калькутты. На обратном пути «Plassey» штормом был выброшен на берег, а часть экипажа погибла. После Армитедж устроился на работу в P & O Сompany, в штате которой числился вплоть до выхода на пенсию в 1924 году.

## Полярные экспедиции

### 1894—1897

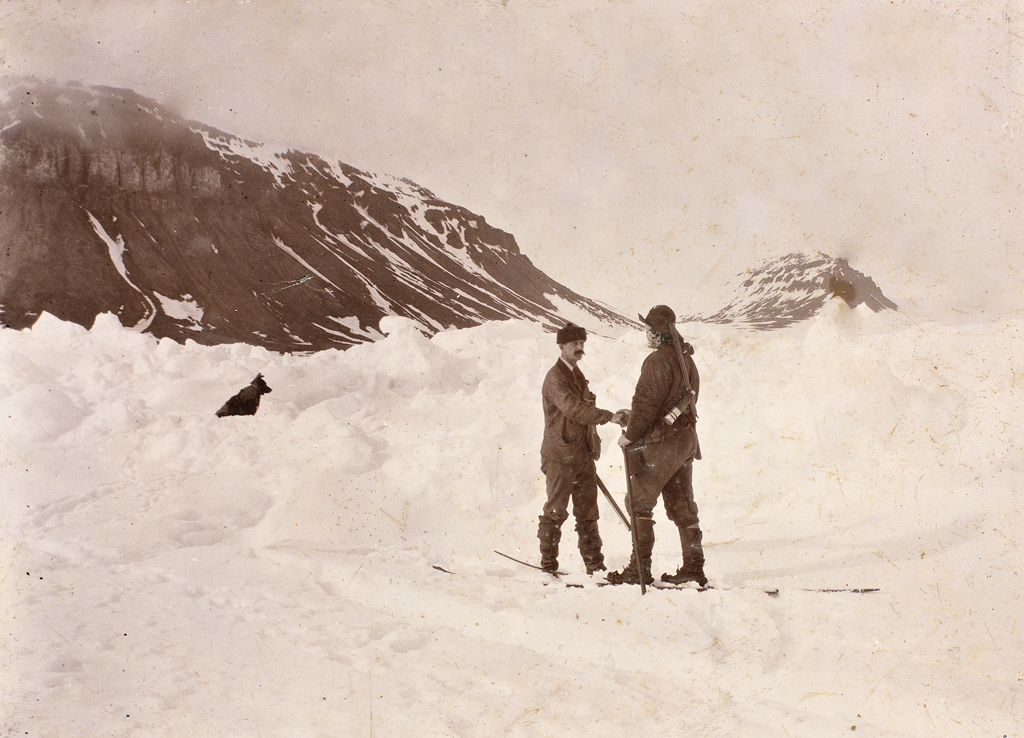
Встреча Нансена и Джексона на мысе Флора. Постановочная фотография, сделанная через несколько часов после реальной встречи

В 1894 году руководство P & O Сompany рекомендовало Армитеджа для участия в составе британской северной полярной экспедиции под руководством Фредерика Джексона, направляемой на архипелаг Земля Франца-Иосифа для проведения научных работ в области метеорологии, геодезии, магнетизма и т. д. Её организация ознаменовала возобновление английских полярных исследований после длительного перерыва, последовавшего за многочисленными «франклиновскими» экспедициями.
Главный спонсор экспедиции медиамагнат Альфред Хармсворт одобрил кандидатуру Армитеджа и назначил его помощником Джексона. Армитедж полностью оправдал возлагавшиеся на него надежды. В экспедиции он отвечал за магнитные, метеорологические и астрономические наблюдения. Помимо этого, он сопровождал Джексона во всех его санных путешествиях и внес существенный вклад в части картографирования архипелага. Морской опыт Армитеджа оказался бесценным, когда шесть членов партии провели сутки в спасательных шлюпках после того, как во время одного из походов они попали в суровый арктический шторм. Именно Армитедж первым заметил на мысе Флора Фритьофа Нансена, возвращающегося из своей экспедиции к Северному полюсу. В отчете о работе экспедиции так описывается этот момент: «Армитедж, который вел наблюдения в обсерватории, вдруг сунул голову в дверь жилого помещения и закричал: „Сколько вас здесь? Я вижу человека на льду“. Все пересчитались и выяснили, что все на месте. Стало очевидно — возле них вновь прибывший. Джексон вскочил и закричал: „Кто бы это ни был, я выхожу“, и выбежал из дома. Все остальные похватали подзорные трубы и бинокли и начали наблюдать». Армитедж помог Нансену внести коррективы в расчеты координат его похода, исправив ошибку, вызванную остановкой хронометра. За огромный вклад в дело экспедиции Армитедж был удостоен гранта Марчисона Королевского географического общества.
 В честь матери Альберта Армитеджа на западе острова Луиджи Джексоном был назван мыс Армитидж Архивная копия от 2 апреля 2015 на Wayback Machine.

### 1901—1904

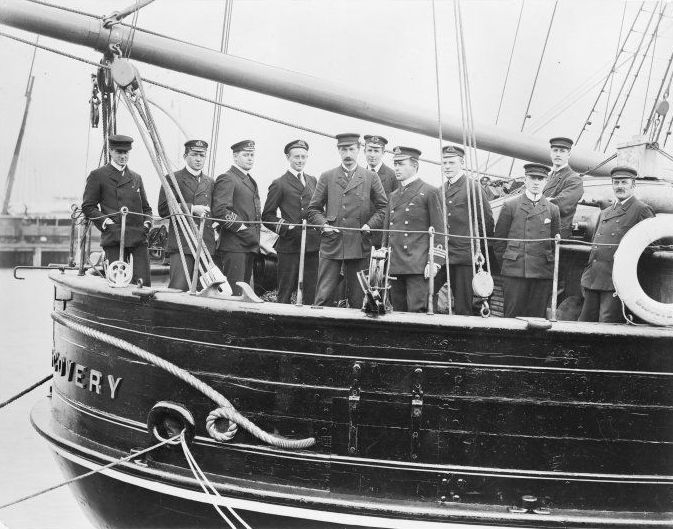
На борту «Дискавери». Армитедж третий слева

После экспедиции Джексона Альберт Армитедж стал одним из консультантов Клементса Маркема — президента Королевского географического общества и идеолога первой британской антарктической экспедиции по вопросам её организации. Маркем возлагал большие надежды на Армитеджа, обладавшего богатым полярным опытом и опытом плавания на парусных судах, и предложил ему должность заместителя Роберта Скотта — штурмана экспедиции. Предложение поначалу было отвергнуто, но после, очарованный обаянием Скотта, Армитедж предложение принял, но на определённых условиях, одним из которых была независимость Армитеджа в принятии решений. Интересен факт, что когда через месяц после того, как Альберт Армитедж был принят в состав экспедиции, ему пришло «конфиденциальное письмо» с просьбой ответить, согласится ли он на должность начальника экспедиции в случае отставки Скотта. Ответ был краток: «Нет!». Маркем также рассматривал кандидатуру Армитеджа на должность руководителя самостоятельной антарктической экспедиции, в том случае, если адмиралтейство откажет ему в содействии.
В феврале 1902 года Скотт организовал базу экспедиции в проливе Мак-Мёрдо на полуострове Хат-Пойнт острова Росса. На Армитеджа легли, главным образом, вопросы проведения наблюдений за земным магнетизмом. В конце весны Роберт Скотт вместе с Эрнестом Шеклтоном и Эдвардом Уилсоном отправился в поход южному полюсу, а Альберт Армитедж возглавил так называемую «западную партию», задачей которой было найти путь к южному магнитному полюсу, для чего требовалось пересечь неизведанные области Земли Виктории. Первый разведочный поход был предпринят Армитеджем вместе с пятью спутниками ещё в сентябре. Основной поход начался в конце ноября. Вспомогательную партию возглавлял доктор Реджинальд Кётлиц (товарищ Армитеджа из экспедиции Ф. Джексона).

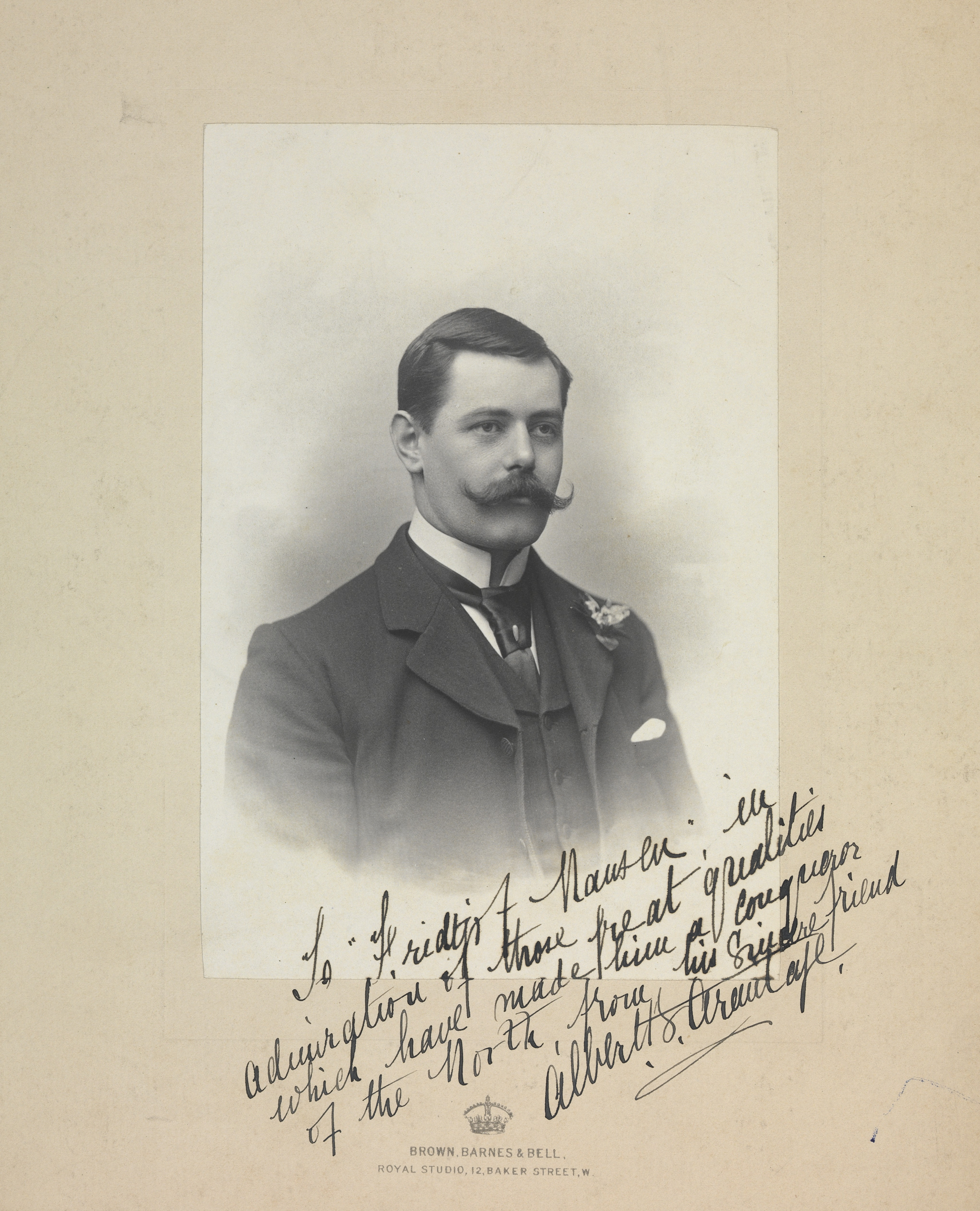
Армитедж с дарственной надписью Нансену

«Западная партия» пересекла пролив Мак-Мёрдо на запад и подошла к устью огромного ледника, стекающего с гор. Вспомогательный отряд возвратился на судно, а Армитедж попытался идти дальше. После тяжелейшего подъёма в условиях плохой погоды 3 января партии удалось подняться до истока ледника (названного в честь геолога экспедиции Хартли Феррара), где восходители разбили свои палатки на высоте 8900 футов над уровнем моря, откуда открывалась панорама ровного, покрытого снегом плато, которое простиралось насколько хватало глаз. Они прошли по этому плато на лыжах несколько миль, став первыми людьми, побывавшими во внутренней части Земли Виктории — антарктическом плато. Таким образом, предположение о том, что Земля Виктории является горным хребтом, за которым расположена низменность, было отвергнуто. Это стало одним из важнейших географических открытий, сделанных экспедицией. Дальнейшее исследование плато было решено оставить на более позднее время ввиду ограниченных запасов продовольствия и топлива.
19 января 1903 года партия Армитеджа вернулась на зимовочную базу, где Скотт предложил ему вернуться домой на спасательном судне «Морнинг», на котором с неохотой по настоянию Скотта отплывал Шеклтон. Армитедж отказался, и, возможно, из-за этого до самого окончания экспедиции, по сути, оставался не у дел. Основной причиной этого, возможно, могло быть мнение лейтенанта Реджинальда Скелтона, участника западной партии, который считал Армитеджа недостаточно волевым и сильным руководителем, а его попытки двигаться вперед без должной разведки, по его мнению, привели к неоправданной потере времени на маршруте.
Скотт весьма неоднозначно оценил деятельность Армитеджа: «Армитедж был исключительным штурманом, но о его полярном опыте я расскажу позднее.»

## Последующие годы жизни
О последующих годах жизни Альберта Армитеджа известно немного. После экспедиции он вернулся на службу в «P & O Сompany». Получил в командование почтовый пароход «Isis», курсировавший между Бриндизи и Порт-Саид. Последним судном под его началом был почтовый пароход «Mantua». В 1924 году был уволен на пенсию в звании коммандер. Умер 31 октября 1943 года в Шотландии. Место захоронения неизвестно.
Армитедж написал книгу об экспедиции — «Два года в Антарктике», которая была опубликована в 1905 году накануне выхода в свет произведения Скотта «Путешествие на „Дискавери“» и имела успех.